# Gaius Arruntius Catellius Celer
Quintus Pompeius Vopiscus Gaius Arruntius Catellius Celer war ein römischer Senator des 1. Jahrhunderts n. Chr.
Catellius Celer wurde wahrscheinlich von Lucius Pompeius Vopiscus, der im Jahr 69 als Suffektkonsul amtierte, adoptiert. Quintus Pompeius Vopiscus Gaius Arruntius Catellius Celer Allius Sabinus war wohl sein Sohn.
Im Oktober 77 war er zusammen mit Marcus Arruntius Aquila Suffektkonsul, wobei er dieses Amt in Abwesenheit (in absentia) ausübte. Im Jahr 77/78 diente er als Statthalter der Provinz Lusitanien (legatus Augusti pro praetore Lusitaniae). Vielleicht war er danach als curator viarum für die Verwaltung der Straßen zuständig. Im Jahr 82/83 war er als curator für die Verwaltung der heiligen und öffentlichen Gebäude Roms zuständig (Curator aedium sacrarum locorumque publicorum). Wahrscheinlich amtierte er zwischen 85 und 89 als Statthalter der Provinz Hispania Tarraconensis. Von 77 bis mindestens 92, möglicherweise auch länger, war er Mitglied der Arvalbrüderschaft.